# Halowe Mistrzostwa Europy w Lekkoatletyce 1987 – bieg na 1500 m mężczyzn
Bieg na 1500 metrów mężczyzn – jedna z konkurencji biegowych rozgrywanych podczas halowych lekkoatletycznych mistrzostw Europy w  hali Stade couvert régional w Liévin. Eliminacje zostały rozegrane 21 lutego, a bieg finałowy 22 lutego 1987. Zwyciężył reprezentant Holandii Han Kulker. Tytułu zdobytego na poprzednich mistrzostwach nie bronił José Luis González z Hiszpanii, który na tych mistrzostwach zdobył złoty medal w biegu na 3000 metrów.

## Rezultaty

### Eliminacje
Rozegrano 2 biegi eliminacyjne, do których przystąpiło 14 biegaczy. Awans do półfinałów dawało zajęcie jednego z pierwszych trzech miejsc w swoim biegu (Q). Skład finału uzupełniło trzech zawodników z najlepszym czasem wśród przegranych (q).
Opracowano na podstawie materiału źródłowego.
Bieg 1
| Miejsce | Zawodnik                | Czas    | Uwagi |
| ------- | ----------------------- | ------- | ----- |
| 1       | Jens-Peter Herold       | 3:49,58 | Q     |
| 2       | Johnny Kroon            | 3:49,99 | Q     |
| 3       | Hervé Phélippeau        | 3:50,01 | Q     |
| 4       | Alessandro Lambruschini | 3:50,04 |       |
| 5       | Uwe Mönkemeyer          | 3:50,16 |       |
| 6       | Vladimír Slouka         | 3:50,40 |       |

Bieg 2
| Miejsce | Zawodnik           | Czas    | Uwagi |
| ------- | ------------------ | ------- | ----- |
| 1       | Han Kulker         | 3:45,86 | Q     |
| 2       | Igor Łotariow      | 3:45,86 | Q     |
| 3       | Klaus-Peter Nabein | 3:46,22 | Q     |
| 4       | Andrés Vera        | 3:46,31 | q     |
| 5       | Yvan Perre         | 3:46,47 | q     |
| 6       | Luca Vandi         | 3:46,51 | q     |
| 7       | Slobodan Crnokrak  | 3:47,97 |       |
| 8       | António Monteiro   | 3:53,14 |       |

### Finał
Opracowano na podstawie materiału źródłowego.
| Miejsce | Zawodnik           | Czas    |
| ------- | ------------------ | ------- |
| 1       | Han Kulker         | 3:44,79 |
| 2       | Jens-Peter Herold  | 3:45,36 |
| 3       | Klaus-Peter Nabein | 3:45,84 |
| 4       | Igor Łotariow      | 3:46,11 |
| 5       | Hervé Phélippeau   | 3:46,16 |
| 6       | Andrés Vera        | 3:47,89 |
| 7       | Luca Vandi         | 3:48,31 |
| 8       | Yvan Perre         | 3:48,54 |
| 9       | Johnny Kroon       | 3:54,14 |